# Borger Breeveld

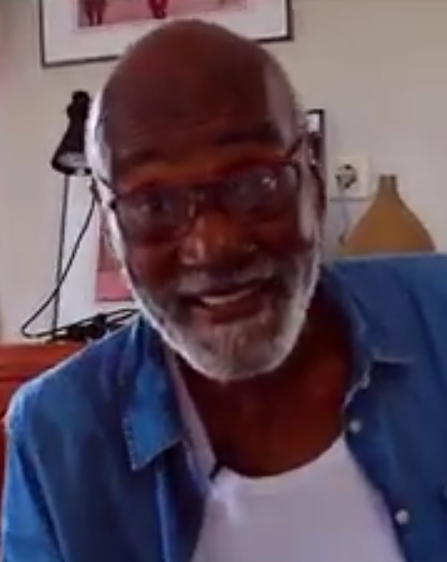
Breeveld in 2021

Borger Breeveld (Paramaribo, 20 juli 1944) is een Surinaams acteur, mediamanager bij de Surinaamse Televisie Stichting (STVS) en oprichter van Film Instituut Paramaribo.

## Biografie
In de Surinaamse-Nederlandse film Wan Pipel (1976) speelde Breeveld de hoofdrol Roy. In de jaren 80 was Breeveld woordvoerder van Desi Bouterse. Samen met Arie Verkuijl en Pim de la Parra heeft Breeveld het Film Instituut Paramaribo (FIP) opgericht. Hij is secretaris van de stichting Surinaamse Film Academie. Bij STVS is Breeveld televisieprogrammamaker van onder meer actualiteitenprogramma Mmanten Taki.
Breevelds vader was predikant. Zijn dochter is Manoushka Zeegelaar-Breeveld.
In december 2012 figureerde hij net als zijn broers Carl, Hans en Clarence en zijn zus Lucia in de documentaire Wan Famiri van de Nederlandse documentarist Geertjan Lassche. De familie heeft zich echter van het eindresultaat gedistantieerd. De focus zou liggen op de Decembermoorden en Borgers vriendschappelijke betrekkingen met hoofdverdachte Desi Bouterse, in plaats van op de familie Breeveld. In juli 2017 was Breeveld te zien in de film Sing Song, hij speelde de rol van Griffith.
In 2019 werd hem een TrackDrip Achievement Award uitgereikt. Hij werd in 2023 een maand lang geëerd op de Iconenkalender van NAKS.